# Bosjean
Bosjean là một xã ở tỉnh Saône-et-Loire trong vùng Bourgogne-Franche-Comté. Bourgogne. Xã này có diện tích 18,64 km2.

## Thông tin nhân khẩu
Theo điều tra dân số năm 1999, xã này có dân số 285.
Ước tính dân số năm 2007 là 308 người.